# 1802年逝世人物列表
下面是1802年逝世的知名人士列表。
1802年逝世人物列表：1月 - 2月 - 3月 - 4月 - 5月 - 6月 - 7月 - 8月 - 9月 - 10月 - 11月 - 12月

## 1月

### 2日
- 撒母耳·特納，英國東印度公司的外交官和官員

### 3日
- 戈特弗裡德·奧古斯特·梅爾海姆，德國文學學者

### 4日
- 約翰·喬治·斯圖爾，奧地利藝人

### 9日
- 朱利葉斯·希羅尼穆斯·佐利科弗，瑞士市長

### 12日
- 約瑟夫·伊格納茲·馮·克萊因邁爾，約瑟芬主義的公關人員

### 15日
- 恩斯特·威廉·本傑明·馮·科克維茨，普魯士公務員

### 16日
- 本特·加布里埃爾·馮·斯潘根，瑞典貴族和炮兵上校

### 18日
- 安托萬·達奎爾·德·佩萊波瓦，法國天文學家

### 24日
- 何塞普·杜蘭·佩約安，加泰隆尼亞指揮家和作曲家
- 約瑟夫-尼克拉斯·祖·溫迪施-格雷茨，奧地利張伯倫對瑪麗·安托瓦內特大公夫人

### 26日
- 克利斯蒂安·戈特洛布·克萊姆，德國劇作家和週刊編輯
- 約翰·彼得·內斯曼，德語-瑞士語教師

### 27日
- 約翰·魯道夫·祖姆斯蒂格，德國作曲家和指揮家

### 30日
- 約翰·內波穆克·米斯爾，波希米亞酋長什一稅和礦場擁有者

### 31日
- 艾默裡奇·丹尼爾·柏格達尼奇，數學家、天文學家、大地測量學家和製圖師

## 2月

### 2日
- 第一代門迪普男爵韋爾博爾·埃利斯，英國政治家
- 克利斯蒂安·戈特利布·霍梅爾，德國法律學者

### 3日
- 坎波馬內斯伯爵佩德羅·羅德裡格斯，西班牙政治家、作家

### 6日
- 弗朗茨·尼古拉斯·羅爾夫森，德國雕刻師

### 8日
- 弗里德里希·卡爾·馮·朗格萊爾，普魯士少將，柏林副司令
- 約翰·喬治·維蘭德，古典主義時期的德國泥水匠和雕塑家

### 9日
- 第一代格雷夫斯男爵湯瑪斯·格雷夫斯，美國獨立戰爭和獨立戰爭中的英國海軍上將和紐芬蘭總督
- 卡爾·約瑟夫·梅爾茨·馮·奎恩海姆，Reichsfreiherr，Bosweiler和Quirnheim男爵的最後一位擁有者

### 10日
- 小塞缪尔·菲利普斯，美國政治人物及教育家。

### 15日
- 卡爾·亨里希·德雷爾，來自呂貝克的德國法律學者和政治家
- 伊格納西·維索戈塔·紮克熱夫斯基，波蘭貴族和政治家

### 18日
- 瓦倫丁·迪特洛夫·馮·阿尼姆，普魯士法學家

### 19日
- 弗朗茨·約瑟夫·鮑勃，奧地利電影攝影師和語言學家

### 21日
- 勒內·莫熱（René Maugé），法國動物學家和動物收藏家

### 23日
- 約翰·雅各·普雷恩，德國行政律師和大學講師

### 25日
- 查尔斯·奥哈拉，英國軍隊

### 26日
- 埃塞克·霍普金斯，美國獨立戰爭海軍上將
- 約翰·奧古斯特·馮·波尼考，圖書館捐助者和撒克遜戰爭委員會

### 27日
- 木村蒹葭堂，日本江戶時代中期的文人、文人畫家、本草學者、藏書家、收藏家。
- 約翰·弗里德里希·馮·佈雷默，普魯士少將兼第9步兵團團長

### 28日
- 克裡斯托夫·戈特弗裡德·尼古拉斯·蓋斯特丁，德國法學家和歷史學家

### 日期不詳
- 約翰·維寧，美國政治家（聯邦黨）

## 3月

### 2日
- 馬特烏斯·馮·維耶雷格，巴伐利亞政治家

### 3日
- 羅伯特·施萊赫特，塞勒姆帝國修道院院長

### 4日
- 尼古拉斯·塞巴斯蒂安·西蒙，法國法學家和拉羅爾省省長
- 約翰·西格裡夫斯，美國律師和政治家

### 5日
- Noah-Haium-Hirsch 柏林，德國拉比和作家

### 7日
- 弗朗茨·約瑟夫·加斯曼，瑞士圖書印刷商、書商、報紙創始人和編輯
- 法蘭西的克羅蒂爾德，法國公主，撒丁島-皮埃蒙特女王
- 約翰·喬治·維特豪爾，德國教堂音樂家和作曲家

### 11日
- 佩德羅·德·阿爾伯尼，西班牙士兵
- 黑森-達姆施塔特的弗雷德里克，黑森-達姆施塔特伯爵
- 納爾斯沃西·亨特，美國政治家

### 13日
- 查理斯·莫斯，英國主教

### 17日
- 恩斯特·弗裡德里希·卡爾·馮·漢斯坦，普魯士中將，第51步兵團團長
- 安德列亞斯·拉米，歷史學家和圖書館員

### 18日
- 赫爾曼·尼古拉斯·芬克，德國律師
- 讓·巴蒂斯特·勒派特（Jean Baptiste Lepaute），法國製表師
- 雅各·沃特曼，埃爾伯費爾德市長
- 約翰·安德列亞斯·齊格勒，德奧風景畫家

### 19日
- 伊西多爾·貝爾特歐姆，法國小提琴家和作曲家

### 20日
- 弗里德里希·路德維希·馮·博茨海姆，政治家和政治作家

### 30日
- 艾達努斯·伯克，美國政治家

## 4月

### 1日
- 約瑟夫·西弗雷德·杜普萊西斯，法國畫家

### 3日
- 喬治·弗里德里希·科登佈施·馮·布舍瑙，德國醫生和天文學家

### 4日
- 奧托·海因里希·馮·拉克斯德寧，普魯士少將，第51燧發槍團團長，津納和呂根瓦爾德上尉

### 7日
- 安東·塞巴斯蒂安·馮·斯特魯夫，為俄羅斯帝國服務的外交官
- 讓-路易·瓦格尼埃，法國哲學家伏爾泰的秘書

### 11日
- 尤拉伊·帕帕內克，斯洛伐克天主教神職人員和歷史學家

### 13日
- 約翰·約瑟夫·伊姆霍夫，德國雕塑家

### 18日
- 伊拉斯謨斯·達爾文，英國醫學家、詩人、發明家、植物學家與生理學家。
- 伊萬·伊萬諾維奇·列皮欣，俄羅斯醫生、植物學家、動物學家和探險家

### 20日
- 以利沙·布朗，英國政治家

### 23日
- 保加利亞人的拉扎羅斯，東正教的殉道者和聖人

### 24日
- 薩繆爾·久萊，奧地利軍官和陸軍元帥中尉
- 約翰·奧古斯特·施萊特溫，德國經濟學家，重農主義的代表

### 26日
- 萊昂哈德·拜勒，德國耶穌會士、道德神學家和精神作家
- 亨利三十世，格拉的羅伊斯伯爵
- 弗朗茨·撒母耳·懷爾德，瑞士地質學家和礦物學家

### 28日
- 理查·豪威爾，美國政治家
- 讓·安托萬·羅西尼奧爾，法國大革命期間的將軍

### 29日
- 弗里德里希·利奧波德·馮·博斯，普魯士中將，第11龍騎兵團團長和Amtshauptmann von Draheim
- 伊莉莎白·多蘿西婭·席勒，弗里德里希·席勒的母親

## 5月

### 1日
- 卡爾·丹尼爾·弗雷伯格，德國歷史學家和物理學家

### 2日
- 約瑟夫·克拉莫林，巴羅克畫家
- 卡爾·特勞戈特·戈特洛布·舍內曼，德國律師、語言學家和外交家；哥廷根講師

### 4日
- 弗裡德里希·恩斯特·馮·比洛，德國官員、土地擁有者和景觀總監
- 克裡斯托弗·萊因霍爾德·馮·諾爾肯，俄羅斯將軍和州長

### 6日
- 約翰·洛厄爾，美國律師和政治家

### 8日
- 威廉·戈登，美國政治家

### 11日
- 傑胡·大衛斯，美國政治家

### 13日
- 尤斯圖斯·弗裡德里希·澤赫萊因，德國作家、作曲家、地方法官和蝕刻師

### 14日
- 約阿希姆·奧托·弗裡德里希·馮·勒佩爾，選舉黑森州上校，騎在馬背上的救生員警員，最後是伊森堡-伯施泰因王子商會主席

### 15日
- 勒佈雷希特·巴亨施萬茨，德國將軍、作家和翻譯家
- 弗里德里希·安東·馮·海尼茨，普魯士政治家和礦業改革者

### 17日
- 索菲·安東妮	薩克森-科堡-薩爾費爾德公爵夫人
- 喬治·安德列亞斯·斯特爾茨納，德國礦業官員
- 弗雷德里克·斯圖爾特，英國政治家，下議院議員

### 18日
- 朽木昌綱，蘭學家、歐洲地誌研究者、世界地理研究者和貨幣研究家。

### 22日
- 马莎·华盛顿，美國首任總統喬治·華盛頓的妻子。

### 23日
- 多梅尼科·埃爾科萊·德爾里奧，義大利棋手

### 25日
- 喬治·福代斯，英國醫生

### 27日
- 梅爾基奧爾·海因里希·馮·布賴滕鮑赫，德累斯頓法院的選舉撒克遜法院元帥

### 29日
- 讓·哈代，法國師長

### 30日
- 約翰·約瑟夫·萊滕伯格（Johann Josef Leitenberger），波西米亞紡織企業家
- 卡爾·特勞戈特·蒂姆，德國人民啟蒙運動

### 日期不詳
- 曼努埃爾·卡埃塔諾·德索薩，巴羅克時期的葡萄牙建築師

## 6月

### 1日
- 佩莫爾烏伊，達魯格原住民長老和戰士

### 2日
- 亞歷山大·馮·巴德伯格，普魯士少將，第9步兵團團長
- 湯瑪斯·菲舍·帕爾默，英國一神論者和政治改革家

### 3日
- 約瑟夫·亞當·馮·阿科，赫拉德茨·克拉洛韋主教，塞考王子主教

### 5日
- 約翰·克利斯蒂安·戈特利布·歐內斯蒂，德國古典學者
- 撒母耳·萊曼，美國政治家
- 約瑟夫·雅各，默里·德·梅爾古姆伯爵，哈布斯堡士兵

### 8日
- 老保盧斯·金德，瑞士改革宗牧師

### 12日
- 弗里德里希·埃瓦爾德·馮·菲爾克斯，波蘭庫爾蘭地區行政長官和土地擁有者
- 約翰·恩斯特·威奇曼（Johann Ernst Wichmann），德國醫生

### 14日
- 布克哈德·亞歷克修斯·康斯坦丁·馮·克魯德納，俄羅斯外交官
- 弗裡德里希·奧古斯特·梅倫，德國法律學者

### 16日
- 弗里德里希·奧古斯特·路德維希·馮·伯格斯多夫，德國植物學家、森林科學家和普魯士林業官員
- 阿德里安·勞赫，奧地利皮亞里斯特、歷史學家和教師

### 18日
- 狄奧多西·克利斯蒂安·馮·法蘭齊烏斯，德國商人和船東

### 22日
- 蘇塞特·貢塔德，德國銀行家的妻子，詩人弗裡德里希·荷爾德林的摯愛

### 24日
- 約翰·弗里德里希·埃薩亞斯·斯蒂芬斯，德國福音派路德宗神學家

### 26日
- 弗里德里希·克利斯蒂安·洛倫茨·施威格，德國新教神學家

### 27日
- 波西迪烏斯·齊特，奧古斯丁教團成員，作家，明納施塔特修道院教師

### 28日
- 約翰·雅各·恩格爾，德國作家和文學理論家

### 30日
- 加埃塔諾·甘多菲，義大利畫家和雕刻家

## 7月

### 1日
- 卡洛·利維扎尼，羅馬天主教會的義大利紅衣主教
- 菲力浦·奧古斯特·威廉·馮·維特，普魯士中將，第6龍騎兵團團長

### 6日
- 丹尼爾·摩根，美國先驅、美國獨立戰爭軍官和聯邦政治家（聯邦黨）

### 8日
- 約翰·安東·馮·德索尼耶爾，普魯士皇家少將，最後是格洛高司令

### 9日
- 克裡斯托夫·弗里德里希·尼安德，新教牧師和讚美詩作家

### 10日
- 格雷格斯·克利斯蒂安·馮·哈克斯特豪森，丹麥貴族和大臣

### 12日
- 約翰·海因里希·克努斯，丹麥地主、侍從和樞密院議員
- 卡爾·克裡斯托夫·厄特爾特，德國林務學家和林業數學家

### 15日
- 約翰·德·韋爾迪翁，倫敦書商和語言教師
- 路易士-瑪麗·斯坦尼斯拉斯·弗雷隆，法國大革命時期的法國政治家

### 17日
- 奧諾拉特·戈爾，德國羅馬天主教神職人員

### 18日
- 揚·雅各·奎林·揚，波西米亞製圖員、畫家、理論家和藝術史學家
- 海因里希·凱勒，瑞士聾人牧師和教師

### 22日
- 澤維爾·比查特，法國解剖學家和生理學家
- 弗朗索瓦-亨利·德·哈科特，法國將軍，法國公爵和貴族

### 23日
- 查理斯·詹森，美國政治家
- 瑪麗亞·德爾·皮拉爾·特蕾莎·卡耶塔娜·德席爾瓦·阿爾瓦雷斯·德托萊多，阿爾巴公爵夫人
- 雅各·馮·祖洛，普魯士皇家少將

### 24日
- 约瑟夫·迪克勒，法國貴族、肖像畫家、粘貼畫家、微型畫家和雕刻師

### 25日
- 弗里德里希·卡爾·約瑟夫·馮·埃塔爾，美因茨大主教

### 26日
- 羅斯-阿德萊德·杜克勒，法國肖像畫家和音樂家
- 克利斯蒂安·路德維希·西哈斯，德國畫家，後來成為梅克倫堡公爵的宮廷畫家

### 28日
- 克利斯蒂安·弗裡德里希·馮·克內貝爾，普魯士少將
- 朱塞佩·薩爾蒂（Giuseppe Sarti），義大利作曲家

### 30日
- 弗朗西斯庫斯·卡魯，白俄羅斯耶穌會高級將軍（耶穌會）

## 8月

### 1日
- 約翰·伯恩哈德·基普，德國醫生

### 2日
- 卡斯圖魯斯·沃爾穆斯，Premonstratensian僧侶，住持，大學講師

### 3日
- 卡爾·阿道夫·馮·布呂爾，撒克遜和普魯士騎兵將軍，腓特烈·威廉三世及其兄弟姐妹的導師
- 普魯士的海因里希，普魯士國王腓特烈·威廉一世的兒子，將軍
- 約翰·丹尼爾·奧弗貝克，新教神學家和呂貝克凱薩琳博物館院長

### 5日
- 第一代格羅夫納伯爵理查·格羅夫納，英國貴族和政治家

### 7日
- 約翰·安德魯·格雷弗，德國（據說是奧地利）血統的英國植物學家和園林設計師

### 8日
- 尚溫王，琉球國第二尚氏王朝第十五代國王
- 弗朗茨·澤弗·德布勒，文職人員、歷史學家和系譜學家以及施韋比施格明德市的編年史家

### 9日
- 卡爾·邁克爾·馮·鮑爾斯帕赫，埃斯泰爾哈茲的戲劇導演，雷根斯堡和紐倫堡的作家、律師和郵政專員

### 10日
- 法蘭茨·埃皮努斯，德國哲學家
- 安東尼奧·洛利，義大利小提琴家和作曲家

### 12日
- 路易·勒貝格·杜波爾泰爾，美國獨立戰爭期間大陸軍的法國軍事領袖
- Hyacinthe Sigismond Gerdil，羅馬天主教神職人員，紅衣主教

### 13日
- Quosdanovich 的 Peter Vitus，奧地利將軍
- 恩斯特·巴爾塔薩·西格蒙德·馮·陶巴德爾，普魯士少將;格但斯克指揮官

### 15日
- 唐衣橘洲，日本詩人

### 17日
- 什未林的威廉，普魯士中將、團長兼索恩總督

### 20日
- 卡爾·奧古斯特·馮·埃爾斯特，普魯士少將和科塞爾的最後一位指揮官

### 22日
- 弗朗茨·烏爾里希·西奧多·埃皮努斯，德國物理學家
- 邁克爾·康拉德·柯提烏斯，德國語言學家、歷史學家和大學講師
- 喬治·湯瑪斯，英國雇傭兵和冒險家

### 23日
- 科羅娜·施羅德（Corona Schröter），德國歌手（女高音）和女演員

### 25日
- 比特·路德維希·沃爾特哈德，瑞士出版商

### 26日
- 安哈爾特的阿爾佈雷希特，普魯士少將

### 28日
- 馬特諾·博西，義大利泥水匠
- 卡爾·埃雷戈特·安德列亞斯·曼格爾斯多夫，德國教育家、修辭學家和歷史學家
- 恩斯特·安東·尼古拉，德國醫生

## 9月

### 3日
- 愛德華·漢德，愛爾蘭裔軍醫，美國獨立戰爭時期大陸軍將軍

### 6日
- 理查·斯派特（Richard Spaight Sr.），美國政治家

### 7日
- 何塞·馬丁·德·阿爾德韋拉，西班牙建築師和建築商

### 10日
- 雅各·薩拉辛，巴塞爾絲帶製造商和啟蒙運動的代表

### 11日
- 弗朗茨·澤弗·凱弗，德國學派創始人

### 12日
- 克利斯蒂安·弗裡德里希·奧古斯特·馮·穆勒，普魯士少將，上科勒格第三部評估員

### 16日
- 安哈特-克滕的路德維希，安哈爾特-科滕親王

### 17日
- 理查德·歐文·坎布里奇，英國詩人、地主和歷史學家

### 18日
- 約斯特·杜勒，瑞士法語和英語軍官

### 19日
- 路易莎，托斯卡納大公國的大公夫人和那不勒斯王國公主
- 皮埃爾·魯塞爾，法國醫生、記者

### 20日
- 約翰·格奧爾格·舒爾特斯，瑞士改革宗神學家

### 24日
- 亚历山大·尼古拉耶维奇·拉季舍夫，18世紀俄羅斯革命家、思想家和文學家

### 25日
- 安通·佩亞切維奇，克羅埃西亞貴族、政治家和佩亞切維奇家族的軍官

### 26日
- 尤里伊·維加，斯洛維尼亞數學家、物理學家和士兵

### 28日
- 海因里希·哈裡斯，後來的帝國國歌 Heil dir im Siegerkranz 的詩人

### 29日
- 奥古斯特·巴奇，德國植物學家
- 米開朗基羅·盧奇，羅馬教會紅衣主教，本篤會

## 10月

### 1日
- 紀堯姆·德·阿貝斯·德·卡佈雷博萊斯，法國律師、作家和百科全書作家

### 2日
- 弗里德里希·阿德里安·迪翠希·馮·羅德，普魯士中將，Amtshauptmann von Balga，第6步兵團團長

### 5日
- 蘇珊娜·貝萊爾，海地民族女英雄

### 8日
- 伊曼紐爾·維塔萊，馬爾他軍事領袖
- 約翰·梅爾基奧爾·貝塞克，德國鳥類學家

### 9日
- 费迪南多一世，帕爾馬，皮亞琴察和瓜斯塔拉公爵。

### 10日
- 斯坦尼斯瓦夫·奧索夫斯基，音樂家和作曲家

### 15日
- 弗朗茨·弗裡德里希·溫德拉姆，海倫豪森的絲綢建築和磚廠管理者，主權，皇家大不列顛和選帝侯不倫瑞克-呂訥堡磚廠

### 16日
- 查理斯·杜瓜，法國師長
- 約瑟夫·斯特魯特，英國雕刻家、藝術家、詩人、古董學家和作家
- Peter Hinrich Widow，德國律師，漢堡自由漢薩市市長

### 21日
- 菲力浦·卡爾·馮·阿爾文斯萊本，普魯士外交官和公使
- 威廉·朱利葉斯·馮·普洛托，普魯士少將，普拉森堡司令

### 22日
- 撒母耳·阿諾德，英國作曲家
- 索菲·阿諾德，法國歌劇演唱家（女高音）和啟蒙運動的薩洛尼埃

### 24日
- 卢多维克·马宁，威尼斯共和國貴族、政治家，末任威尼斯總督。
- 安德列·約瑟夫·勒梅爾，法國炮兵將軍

### 25日
- 馬宗璉，清代官員、作家。

### 26日
- 約翰·科爾霍恩，美國政治家
- 路德維希·阿爾佈雷希特·格布哈迪，德國歷史學家和圖書館員

### 27日
- 约翰·戈特利布·格奥尔基，德國植物學家、博物學家及地理學家。

### 30日
- 夏尔·亚历山大·德·卡洛纳，法國國務活動家、財政總監（1783年11月-1787年4月）。

### 31日
- 威廉·派克，英國海軍上將

### 日期不詳
- 讓-法蘭索瓦-亨利·科洛特，法國作家和百科全書作家

## 11月

### 1日
- 夏尔·维克图瓦·埃马纽埃尔·勒克莱尔，法國的將領，拿破崙·波拿巴之妹波利娜·波拿巴的丈夫。

### 2日
- 愛德華·朗沃西，美國政治家
- 查理斯·維克多·伊曼紐爾·勒克雷爾，法國將軍

### 5日
- 利奧波德一世，第一任利珀親王

### 7日
- 弗朗茨·路德維希·普菲弗，瑞士政治家和地形學家

### 8日
- 約翰·戈特利布·喬治，德國地理學家和化學家

### 9日
- 湯瑪斯·吉爾廷，英國藝術家

### 11日
- 戈特利布·韋恩斯多夫二世，德國法律學者

### 14日
- 海因里希·弗裡德里希·因諾琴茨·阿佩爾，撒克遜律師和萊比錫市長
- 撒母耳·西蒙·維特，神學家和哲學家

### 15日
- 喬治·羅姆尼，英國肖像畫家。

### 16日
- 安德列·米修，法國植物學家

### 17日
- 弗里德里希·約瑟夫·埃默裡奇，德國詩人和公關人員
- 約翰·烏法根，德國船東、商人和藏書家收藏家
- 約翰·馬修斯，美國政治家

### 19日
- 托马斯·吉尔丁，英國畫家，蝕刻畫家。

### 22日
- 弗朗索瓦·沃特林，法國騎兵師將軍

### 23日
- 約翰·格奧爾格·海因茨曼，德國書商和作家

### 27日
- 約翰·巴普蒂斯塔·阿什，美國政治家

### 30日
- 雅克·莫裡斯·哈特裡，法國師長兼參議員

## 12月

### 2日
- 迪德里希·邁爾，不來梅市議員兼市長

### 5日
- 勒繆爾·法蘭西斯·雅培，英國畫家

### 7日
- Carlo Giuseppe Filippa della Martiniana，義大利紅衣主教，韋爾切利主教

### 8日
- 尼克勞斯·斯普倫利，瑞士建築師，伯爾尼建築大師

### 14日
- 約翰·范德貝克，德國議員和商人
- 路易-菲力浦·德·沃德勒伊，法國軍官，美國獨立戰爭期間法國海軍第二高指揮官

### 15日
- 約翰·洛倫茨·伯克曼（Johann Lorenz Böckmann），德國物理學家和數學家

### 17日
- 約翰內斯·維德維爾特，丹麥雕塑家

### 20日
- 卡爾·戈特洛布·貝克，德國圖書印刷商、書商和 C. H. Beck 出版社的創始人
- 押沙龍·塔托姆，美國政治家

### 21日
- 約翰娜·薩科（Johanna Sacco），奧地利女演員和舞蹈家

### 23日
- 卡米洛·費德裡奇，義大利喜劇作家
- 約翰·赫爾曼·施諾貝爾，德國歌唱家和歷史學家

### 27日
- 威廉·海因里希·貝思曼，德國管風琴製造商
- 約翰·戈特弗里德·布呂格爾曼（Johann Gottfried Brügelmann），德國實業家
- 約翰·約阿希姆·布希（Johann Joachim Busch），梅克倫堡建築師
- 延斯·朱爾（Jens Juel），丹麥畫家

### 28日
- 約翰·雅各·莫夫，公爵宮廷和劇院畫家

### 29日
- 克利斯蒂安·馮·布羅克斯，漢薩同盟城市呂貝克市議員

### 31日
- 弗朗西斯·刘易斯，簽署美國獨立宣言的紐約州代表。

## 日期不詳
- 鮑之鍾，清朝詩人、官員。
- 達椿，清朝官員。
- 竇璸，清朝軍事將領，官至提督。
- 龔景瀚
- 黃易_(篆刻家)，清朝篆刻家，書法家。
- 蔣賜棨，中國清朝官員
- 荊道乾，清朝政治人物。
- 覺羅吉慶，清朝官員。
- 阮光纘，越南西山朝的末代皇帝。
- 錢福胙，清朝政治人物，進士出身。
- 王懋賞，清朝將領，武狀元。
- 王文治，清朝翰林、詩人、書法家。
- 吳玉綸，清朝政治人物。
- 謝啟昆，清朝政治人物。
- 张惠言，清代政治人物，經學家、詞學家。
- 張若渟，字聖泉，清朝官員
- 吳鐘，八極拳的始祖
- 土观·洛桑却吉尼玛
- 寶恩，清朝睿慎親王。
- 成德_(葉赫氏)，清朝政治人物。